# Polizeifilm
Der Polizeifilm ist ein Subgenre des Kriminalfilms. In Polizeifilmen stehen Mitarbeiter der Polizei und ihre Arbeit bei der Lösung von Kriminalfällen im Handlungsmittelpunkt. Häufig sind diese Filme aktionsbetont aufgebaut und stellen oft durch das Mittel der Parallelmontage die Tätigkeit von Gesetzeshütern und Kriminellen gegenüber, bis die Handlungsstränge zum Ende des Films zu einem Showdown zusammengeführt werden.

## Geschichte
Die ersten ausgewiesenen Polizeifilme entstanden in den 1950er-Jahren in den USA. Speziell im Film noir wurde die Arbeit hartgesottener Polizeidetektive im Kampf gegen das Großstadtverbrechen thematisiert, etwa in Heißes Eisen (Fritz Lang, 1953). Als Auftakt einer ganzen Reihe moderner US-Polizeifilme kann man Don Siegels Madigan von 1968 ansehen.  In den Polizeifilmen der 1970er nahm die Heldenfigur oft tragische Dimensionen an. Die Polizisten in William Friedkins French Connection – Brennpunkt Brooklyn (1971) oder in Don Siegels Dirty Harry (1971) werden in ihrer Unerbittlichkeit, gepaart mit einer Beziehungsunfähigkeit im  Privatleben, den Kriminellen, die sie verfolgen, immer ähnlicher. Die Gegenüberstellung von polizeilichen und verbrecherischen Methoden im Kontext der Gesellschaft, die sie hervorbringt, führte immer wieder auch zur Integration von sozialkritischen Themen im Polizeifilm, etwa des Themas Rassismus in Norman Jewisons In der Hitze der Nacht (1967). In Sidney Lumets Polizeifilmen Serpico (1973) und Prince of the City (1981) scheren die Polizisten aus der Gemeinschaft der Gesetzeshüter aus, um als Einzelkämpfer eine höhere Moral als die des korrupten Polizeiapparates zu vertreten. 
Die Popularität muskelbepackter Actionstars führten auch den Polizeifilm in den 1980ern zu neuer Beliebtheit. So spielten etwa Sylvester Stallone in Die City-Cobra (1986), Arnold Schwarzenegger in Der City Hai (1986) und Bruce Willis in Stirb langsam (1989) Polizisten im Kampf gegen mächtige Verbrecher. Der Buddy-Film hielt in das Polizeifilmgenre Einzug. In Filmen wie denen der Lethal-Weapon-Reihe werden die Männlichkeitsrituale des Genres durch den Fokus auf zwei männliche Ermittlungspartner bloßgestellt und motivisch bis zu homosexuellen Konnotationen ausgereizt. Kathryn Bigelow führte den Waffenfetischismus des Genres in den Titel ihres Polizeifilms Blue Steel (1990) und präsentierte mit der von Jamie Lee Curtis gespielten Hauptfigur erstmals eine Polizistin als Heldin. Insbesondere der Serial-Killer-Film (Das Schweigen der Lämmer, 1990 und Sieben, 1995) gab dem Polizeifilmgenre in den 1990ern einen neuen Aufschwung  und thematisierte Ermittler, die durch ihre verbrecherischen Gegner in die Abgründe der eigenen Seele geführt werden. 
Während in der Bundesrepublik Deutschland der Polizeifilm hauptsächlich eine Domäne des Fernsehens war, was insbesondere in der Tatort-Reihe zu eigenständigen Ausformungen des Themas führte, ist in Frankreich eine individuelle Tradition des Polizeifilms entstanden. Die films policiers wurden maßgeblich durch Regisseure wie Jean-Pierre Melville und Darsteller wie Alain Delon geprägt.